# Winona (Texas)
Pour les articles homonymes, voir Winona (homonymie).
Winona est une ville située au nord du comté de Smith, au Texas, aux États-Unis,. Elle est fondée en 1870.

## Démographie
Lors du recensement de 2010, la ville comptait une population de 576 habitants. Elle est estimée, en 2016, à 602 habitants.

### Source de la traduction
- (en) Cet article est partiellement ou en totalité issu de l’article de Wikipédia en anglais intitulé « Winona, Texas » (voir la liste des auteurs).